# Никитино (Спасский район)
Ники́тино — деревня в Спасском районе Рязанской области, входит в состав Кирицкого сельского поселения.

## География
Деревня находится в месте впадения реки Проня в Оку.

## Население
| 1859 | 1897 | 1906 | 2010 |
| ---- | ---- | ---- | ---- |
| 338  | ↗525 | ↗654 | ↘54  |

## Палеонтология
В келловейских отложениях юрского периода вблизи Никитино обнаружен фрагментарный посткраниальный скелет некрупного плезиозавра, состоящий из позвонка, фрагментов рёбер, плечевых и бедренной костей. В 2016 году образец был предварительно отнесён к роду Cryptoclidus, но при дальнейшем изучении Н. Г. Зверьков и коллеги определили животное только как неустановленного представителя семейства Cryptoclididae. Зуб Simolestes sp. также найден в келловее Никитино.

## Достопримечательности
Рядом с деревней располагается городище древнерусского города Ольгов.

## Известные уроженцы
- Назаров, Константин Васильевич (1905—1996) — советский тяжелоатлет. Заслуженный мастер спорта СССР.